# 왓 맥스 세드
왓 맥스 세드(Las palabras de Max, What Max Said)는 스페인에서 제작된 에밀리오 마르티네즈 라자로 감독의 1978년 영화이다. 헥터 엘터리오 등이 주연으로 출연하였다. 제28회 베를린 국제 영화제에서 황금곰상을 수상했다.

## 출연

### 주연
- 헥터 엘터리오
- 미리암 드 마에추
- 그라시아 퀘레헤타